# مريم قورة
مريم قورة (28 أبريل 1994) ممثلة مصرية.

## عن حياتها
ممثلة شابة لها العديد من الأعمال والدها رجل الأعمال محمد قورة و أختها هي الممثلة ملك قورة.

## أعمالها

### في التلفزيون
- مسلسل قانون المراغي

### في السينما
- فيلم غاوي حب

## وصلات خارجية
- مريم قورة على موقع قاعدة بيانات الأفلام العربية